# Pic de Guerreys
Le pic de Guerreys ou de Bacou est un sommet des Pyrénées, situé sur la frontière franco-espagnole entre les Hautes-Pyrénées, en région Occitanie, et la province de Huesca dans la communauté d'Aragon, qui culmine à 2 975 ou 2 972 mètres d'altitude dans le massif de Suelza.

## Géographie
Il est situé entre le département des Hautes-Pyrénées en vallée du Louron entre la vallée de la Pez et la vallée du Rioumajou sur les communes de Saint-Lary-Soulan, Génos et la vallée de Chistau en Espagne.

### Topographie
Il est situé au nord de la crête de Guerreys ou Niscoude et de la crête de la Pez, à l'est du pic de la Niscoude et à l'ouest du pic du port de la Pez.

### Hydrographie
Le sommet délimite la ligne de partage des eaux entre le bassin de la Garonne côté nord, qui se déverse dans l'Atlantique, et le bassin de l'Èbre, qui coule vers la Méditerranée côté sud.

## Voies d'accès
Côté français on peut y accéder par la vallée de la Pez au départ de la centrale hydroélectrique de Tramezaygues, au pont du Prat et côté espagnol par la vallée de Chistau au départ des granges de Viados.

## Protection environnementale
Le pic fait partie d'une zone naturelle protégée, classée ZNIEFF de type 1 : haute vallée d'Aure en rive droite, de Barroude au col d'Azet, et de type 2 : vallée du Louron.